# Oak Park (Kalifornia)
Oak Park statisztikai település az USA Kalifornia államában, Ventura megyében. Lakosainak száma 13 898 fő (2020. április 1.).

## Népesség
| 2010 | 13 811 |
| 2020 | 13 898 |